# Museo del Louvre
El museo del Louvre (pronuciación en español /lubre/ o /luv/; en francés musée du Louvre /myze dy luvʁ/ escucharⓘ) es el museo nacional de Francia consagrado tanto a las bellas artes como a la arqueología y las artes decorativas anteriores al impresionismo. Está ubicado en París, la capital del país, en el antiguo palacio real del Louvre. Sus extensas colecciones son el resultado del coleccionismo desarrollado por la monarquía francesa a lo largo de varios siglos, al que se sumó el esfuerzo de varias personalidades de la Ilustración, la labor desamortizadora de la Revolución francesa, las victorias militares durante las guerras napoleónicas, y las campañas arqueológicas y compras impulsadas durante el siglo XIX. En sus 210 000 m² se exponen unas 35 000 obras, de las cuales 7000 son pinturas, además de contar con 380 000 objetos y antigüedades.
La apertura del Louvre en 1793 significó, dentro de la historia de los museos, el traspaso de las colecciones privadas de las clases dirigentes (monarquía, aristocracia e Iglesia) a galerías de propiedad pública para disfrute del conjunto de la sociedad. Ello lo convirtió en precedente y modelo para varios museos.
En sus modificaciones arquitectónicas y decorativas han intervenido múltiples artistas a lo largo de varios siglos, desde Claude Perrault y los pintores Simon Vouet y Charles Le Brun en el siglo XVII hasta Eugène Delacroix y Georges Braque, quienes pintaron algunos de sus techos.
El Louvre es el museo de arte más visitado del mundo, famoso por sus obras maestras, especialmente la pintura renacentista conocida como La Gioconda, de Leonardo da Vinci. Otras piezas destacadas fueron seleccionadas en 2020 por el propio museo bajo el título «24 obras imprescindibles». La lista comprende, además de la ya citada pintura, obras como el Código de Hammurabi, El escriba sentado, La consagración de Napoleón y La Libertad guiando al pueblo, entre otras.
De acuerdo a una ordenación cronológica de las colecciones nacionales, el Louvre muestra obras de arte anteriores a 1848. Casi todas las obras del siglo XIX avanzado, desde el realismo (Gustave Courbet) hasta el impresionismo y Henri de Toulouse-Lautrec, fueron transferidas al Museo de Orsay, y el arte moderno y contemporáneo se exhibe en el Centro Pompidou. Adicionalmente, la institución promueve dos subsedes, en Lens y en Abu Dabi (Emiratos Árabes Unidos).
El museo le Louvre de París está integrado por 3 edificios principales, llamados ailes o pabellones, uno ubicado al sur del museo, llamado pabellón Denon, el central, llamado pabellón Sully, y el pabellón norte, designado como pabellón Richelieu. En ocho siglos de historia el museo del Louvre de París no ha dejado de adquirir colecciones y diversas obras de arte, siguiendo la evolución de la historia del arte y de la arqueología.

## Historia

### El edificio antes de la creación del museo
El edificio que alberga el museo desde su fundación es el castillo del Louvre, luego reconvertido en palacio real. Su origen se remonta al siglo XII, y fue objeto de ampliaciones renacentistas y otras más tardías. En este edificio acumuló el rey Carlos V (1338-1380) sus colecciones artísticas. Ya en el siglo XVI, los monarcas Francisco I y Enrique II planearon reformas para hacer de él una verdadera residencia real renacentista.
Los monarcas franceses mostraron, ya desde el siglo XIV, afición por adquirir obras de arte, debiendo destacarse la labor de Francisco I, quien protegió al italiano Leonardo da Vinci en sus últimos años. Sin embargo, fue la reina consorte Catalina de Médici la que esbozó el proyecto que hizo del Louvre el gran palacio que es actualmente, labores que continuó Enrique IV después de las guerras de religión.
La construcción del Palacio de Versalles, agilizada bajo el reinado de Luis XIV, hizo que el Louvre quedara desocupado por la familia real a finales del siglo XVII, y por ello se instalaron en él, ya en el siglo XVIII, la Academia Francesa y después las restantes academias. Allí se celebraron exposiciones anuales de la Real Academia de Pintura y Escultura. Con todo, la colección real era relativamente pequeña hasta que Luis XIV adquirió las colecciones del banquero Jabach y del cardenal Mazarino. Luis XV adquirió la colección del príncipe de Carignan, y Luis XVI, cuadros de las escuelas flamenca y neerlandesa.
En 1774, el conde de Billarderie d'Angiviller es nombrado Director de Edificios del reino e inicia realmente la investigación y planificación del Museo en la Gran Galería del Louvre, que a la postre sería inaugurado tras la caída del "viejo régimen", en 1793. D'Angiviller retomó la política de adquisiciones olvidada desde el reinado de Luis XIV y buscó llenar los huecos que poseía la colección para dar una idea más completa de las diversas escuelas de pintura representadas en ella.
En 1784, el pintor Hubert Robert es nombrado conservador del futuro museo, comenzado el traslado de obras propiedad del reino desde los palacios de Versalles y de Luxemburgo y creando expectación entre la población de París por tener acceso a las obras.

### La Revolución francesa y el periodo napoleónico
Tras la Revolución francesa iniciada en 1789, que implicó la abolición de la monarquía, el Palacio del Louvre fue destinado (por decreto de mayo de 1791) a funciones artísticas y científicas, concentrándose en él al año siguiente las colecciones de la corona. Parte del Louvre se abrió por primera vez al público como museo el 8 de noviembre de 1793. Esta solución se impuso, habida cuenta de que estaba ocupado por las academias y porque, ya en 1778, se había elaborado el proyecto de utilizar su Gran Galería como pinacoteca. Lo novedoso de la medida fue que se nacionalizaban bienes de propiedad real, y que el acceso era libre pues no se limitaba al público culto ni se regulaba mediante visitas concertadas.
La revolución significó la obtención de obras de arte para el estado por diversos caminos: la supresión de las órdenes monásticas, la desafectación de las iglesias y el abandono de bienes por la nobleza huida. Sin embargo, con el inicio de la revolución, d'Angiviller no pudo ver concretado su proyecto pero se le reconoce como el primer gran impulsor de este recinto cultural que durante la década de 1780 generó textos como el del Abad Thierry quien en su Etat actuel de Paris (Estado actual de París) urgía a completar este gran "monumento, tan ardientemente deseado por los amantes de las artes" y que haría que la capital francesa lograra la supremacía en temas de arte por encima de Roma.
En julio de 1793 es creado por decreto el Muséum Central des Arts, y agosto del mismo año se inaugura, simbólicamente, la Grande Galerie du Louvre, ya que se tuvo que cerrar inmediatamente para realizar reparaciones, reabriendo sus puertas el 18 de noviembre. De los 10 días que duraba la semana durante este periodo posrevolucionario (decade), el público solo podía visitar el espacio 3 días: 5 eran exclusivos para los copistas y dos más para la limpieza. En abril de 1794, la galería vuelve a cerrar para trabajos de mantenimiento, reabriendo parcialmente al público en abril de 1799 y totalmente hasta julio de 1801.
En 1803, cuando Napoleón Bonaparte era todavía cónsul, el recinto cambió su nombre por Museo Napoleón. Aunque ya existía desde antes una política de apropiarse obras de arte de otros países durante las campañas militares desde el periodo de la Primera República y la Convención Nacional, el nombre del que sería el primer emperador de Francia se vincularía de manera importante con esta práctica. Las guerras napoleónicas significaron un notable incremento de las colecciones del Louvre, pues los ejércitos requisaron obras en los distintos países invadidos. Algunas de estas obras tuvieron que devolverse al caer el régimen napoleónico, pero algunas muy importantes quedaron en el Louvre, como Las bodas de Caná de Veronés. En 1801 la firma del Concordato obligó a devolver a las iglesias obras religiosas. Otras aportaciones de Napoleón I al Louvre fueron la finalización del emblemático "Cour Carrée" (Patio Cuadrado) y el inicio del proyecto largamente planeado de juntar el Louvre con las Tullerías.

### Desde el Segundo Imperio hasta finales delsigloXX
El fondo de pintura medieval italiana creció sustancialmente gracias a que Napoleón III compró la Colección Campana, o italiano del mismo apellido. Parte de ella se halla depositada en el Petit Palais de Aviñón.
El edificio del Louvre estuvo unido al palacio de las Tullerías (Palacio de las Tejeras) formando un solo conjunto hasta 1870, cuando este último fue destruido en los hechos de la Comuna de París tras la guerra franco-prusiana. Los tesoros artísticos de las Tullerías se perdieron en el incendio del palacio, cuyas ruinas fueron demolidas; desde entonces, el Louvre domina el gran parque abierto en dicho solar.
Bajo la ocupación de Francia por las Fuerzas del Eje, varias obras del museo fueron escondidas a lo largo del territorio francés. A partir de 1938, tras la anexión de Austria y la crisis de los Sudetes por parte de la Alemania nazi, las autoridades francesas emprendieron la evacuación a Chambord de las obras más preciadas, incluida La Gioconda. Tras los acuerdos de Múnich las obras volvieron al Louvre. Sin embargo, el verdadero traslado comenzó en agosto de 1939, en vísperas de la Segunda Guerra Mundial.
El museo, cuyas salas y pasillos marcan un recorrido de varios kilómetros, fue sometido a una modernización en la década de 1980, por iniciativa del presidente François Mitterrand. El elemento más visible del proyecto, conocido como « Le Grand Louvre », fue la pirámide de cristal diseñada por el arquitecto Ieoh Ming Pei e inaugurada en 1989 para centralizar el acceso de los visitantes, que descienden por ella a un recibidor subterráneo por el que se accede a las diversas salas del museo. A pesar de tal modernización, varios sectores del Louvre seguían ocupados por organismos públicos, y solo en fecha reciente se han desalojado y adaptado como salas de exposición.
La colección se incrementó mediante donaciones de coleccionistas privados, así como por una política de adquisiciones que se ha centrado especialmente en la escuela francesa, que estaba representada de manera incompleta de acuerdo al gusto de los sucesivos reyes. Muchas obras medievales, del rococó y del romanticismo llegaron poco antes de 1900. Entre las donaciones, cabe destacar dos legados: el del coleccionista Louis La Caze, que aportó en 1869 la Betsabé de Rembrandt y El patizambo de José de Ribera, y en 1935 el legado del barón Edmond de Rothschild (1845-1934), con más de 40.000 grabados, casi 3000 dibujos y 500 libros ilustrados.

### SigloXXI
En marzo de 2004 se anunció la apertura de una nueva sala dedicada al arte islámico: para su diseño se convocó un concurso internacional en 2005 y se inauguró en 2008, con una inversión de 50 millones de euros. Sin embargo, el despliegue de las colecciones islámicas prosiguió con una ampliación mayor, subterránea, inaugurada en 2012 y que se corona por una cubierta en forma de alfombra voladora. Estas salas contaron con el patrocinio de países y magnates islámicos, deseosos de favorecer la difusión de su cultura en Europa.
A pesar de las múltiples ampliaciones y reformas, el Louvre mantiene almacenada parte de sus colecciones, lo que explica la apertura de una segunda sede en Lens, cerca de la frontera con Bélgica. Esta ciudad se hallaba económicamente deprimida por una crisis industrial, y la apertura del Musée Louvre-Lens en diciembre de 2012, con unas 600 obras, le ha asegurado un estimable flujo turístico, al menos inicialmente: 900.000 visitas en su primer año de funcionamiento. Por su parte, la Unión Europea, fue el segundo mayor financiador del proyecto, con una participación de 37 millones de euros (24,7% del monto total).
Adicionalmente, en Liévin, una población cercana a Lens, se está construyendo un gran almacén para el Louvre parisino; una vez inaugurado en 2019 dará una ubicación más segura a miles de piezas que en París corren cierto riesgo por los ocasionales desbordamientos del río Sena. Este peligro quedó patente en junio de 2016, cuando una crecida del Sena obligó a mover miles de piezas desde los sótanos a plantas superiores.
Así mismo, el Louvre ha accedido a dar su nombre a una segunda delegación, ésta en el extranjero: el museo Louvre Abu Dabi en Emiratos Árabes Unidos. A cambio de una suma cercana a US$1300 millones, la institución ha suscrito un acuerdo de treinta años de duración, según el cual aportará su nombre, obras de arte y asesoramiento a un museo de nueva construcción diseñado por Jean Nouvel. Este acuerdo permitirá exhibir obras que permanecían almacenadas, además de captar fondos para el mantenimiento del edificio del Louvre y para la recuperación de una parte de su Pabellón de Flora.
Gracias al atractivo de sus ricas colecciones y al turismo que fluye anualmente por París, el Louvre se mantiene entre los museos más visitados del mundo; a lo largo de 2018 recibió 10 200 000 visitas.

## Colecciones
Las colecciones están distribuidas en cinco plantas y tres alas entrelazadas entre sí. El Museo del Louvre contiene más de 380.000 objetos y exhibe 35.000 obras de arte en ocho departamentos:

### Antigüedades egipcias
El departamento, que comprende más de 50.000 piezas, incluye artefactos de las civilizaciones del Nilo que datan del 4000 a. C. al siglo IV d. C. La colección, entre las más grandes del mundo, describe la vida egipcia que abarca el Antiguo Egipto, el Imperio Medio, el Imperio Nuevo, el arte copto y los períodos romano, ptolemaico y bizantino.
Los orígenes del departamento se encuentran en la colección real, pero fue aumentada por el viaje expedicionario de Napoleón en 1798 con Dominique Vivant, el futuro director del Louvre. Después de que Jean-François Champollion tradujera la Piedra de Rosetta, Carlos X decretó que se creara un departamento de Antigüedades egipcias. Champollion asesoró la compra de tres colecciones que suman 7000 obras. El crecimiento continuó gracias a las adquisiciones de Auguste Mariette, fundador del Museo Egipcio de El Cairo. Mariette, después de las excavaciones en Memphis, envió cajas de hallazgos arqueológicos, incluido El escriba sentado.
Custodiada por la Gran Esfinge (c. 2000 aC), la colección se encuentra en más de 20 salas. Las existencias incluyen arte, rollos de papiro, momias, herramientas, ropa, joyas, juegos, instrumentos musicales y armas. Las piezas del período antiguo incluyen el cuchillo de Gebel el-Arak del 3400 a. C., El escriba sentado y la cabeza del rey Djedefre. El arte del Reino Medio, "conocido por su trabajo en oro y sus estatuas", pasó del realismo a la idealización; esto se ejemplifica con la estatua de esquisto de Amenemhatankh y el portador de ofrendas de madera. Las secciones del Imperio Nuevo y del Egipto copto son profundas, pero la estatua de la diosa Neftis y la representación en piedra caliza de la diosa Hathor demuestran el sentimiento y la riqueza del Imperio Nuevo.

### Antigüedades del Cercano Oriente
Las antigüedades del Cercano Oriente, el segundo departamento más nuevo, data de 1881 y presenta una descripción general de la civilización temprana del Cercano Oriente y los "primeros asentamientos", antes de la llegada del Islam. El departamento está dividido en tres áreas geográficas: Levante, Mesopotamia (Irak) y Persia (Irán). El desarrollo de la colección corresponde a trabajos arqueológicos como la expedición de Paul-Émile Botta a Khorsabad en 1843 y el descubrimiento del palacio de Sargón II. Estos hallazgos formaron la base del museo asirio, el precursor del departamento actual.
El museo contiene exhibiciones de Sumer y la ciudad de Akkad, con monumentos como la Estela de los buitres del príncipe de Lagash del 2450 a. C. y la estela erigida por Naram-Sin, rey de Akkad, para celebrar una victoria sobre los bárbaros en las montañas de Zagros. El Código de Hammurabi de 2,25 metros, descubierto en 1901, muestra las leyes babilónicas de forma destacada, de modo que ningún hombre podría alegar su ignorancia. El mural del siglo XVIII a. C. de la investidura de Zimrilim y la estatua del superintendente Ebih II del siglo 25 a. C. también se exhiben en el museo.
La parte persa del Louvre contiene obras del período arcaico, como la cabeza funeraria y los arqueros persas de Darío I.

### Griego, etrusco y romano
El departamento griego, etrusco y romano exhibe piezas de la cuenca mediterránea que datan del Neolítico al siglo VI. La colección abarca desde el período de las Cícladas hasta el declive del Imperio Romano. Este departamento es uno de los más antiguos del museo; comenzó con el arte real apropiado, parte del cual fue adquirido bajo Francisco I. Inicialmente, la colección se centró en esculturas de mármol, como la Venus de Milo. Obras como el Apolo de Belvedere llegaron durante las guerras napoleónicas, pero estas piezas fueron devueltas después de la caída de Napoleón I en 1815. En el siglo XIX, el Louvre adquirió obras como jarrones de la colección Durand, bronces como el Vaso Borghese de la Biblioteca Nacional de Francia.
Lo arcaico está representado en las joyas y piezas como la Dama de Auxerre de piedra caliza, del 640 a. C.; y la cilíndrica Hera de Samos, c. 570-560 a. C. Después del siglo IV a. C., aumentó el enfoque en la forma humana, ejemplificado por el Gladiador Borghese. El Louvre alberga obras maestras de la época helenística, como la victoria alada de Samotracia (190 a. C.) y la Venus de Milo, símbolo del arte clásico. La larga Galerie Campana muestra una destacada colección de más de mil piezas de alfarería griega. En las galerías paralelas al Sena, se exhibe gran parte de la escultura romana del museo. El retrato romano es representativo de ese género; los ejemplos incluyen los retratos de Marco Vipsanio Agripa y Marco Annio Vero; entre los bronces está el griego Apolo de Piombino.

### Artes del islam
Este departamento, creado en 2003, reagrupa las colecciones provenientes del área situada entre España y la India y datan del origen de la civilización islámica (622) hasta el siglo XIX.
Aquí se encuentran muchas joyas del arte islámico: como el Píxide de Al-Mughira, una caja de marfil del año 968 elaborada en el califato de Córdoba; Le Plat au Paon, una importante cerámica otomana, y sobre todo el Baptisterio de San Luis, una de las más célebres y enigmáticas piezas de este arte, creada por Muhammad ibn al-Zayn a comienzos del siglo XIV. También es destacable el material de las excavaciones en Susa (Irán), en las que el museo participó.
El museo pronto tuvo que doblar el espacio dedicado al arte islámico para mostrar al menos 3005 obras.

### Escultura
El departamento de escultura comprende obras creadas antes de 1850 que no pertenecen al departamento etrusco, griego y romano. El Louvre ha sido un depósito de material esculpido desde su época como palacio. Inicialmente, la colección incluía solo 100 piezas, el resto de la colección de esculturas reales se encuentra en Versalles. Permaneció pequeño hasta 1847, cuando Léon Laborde tomó el control del departamento. Laborde desarrolló la sección medieval y compró las primeras estatuas y esculturas de la colección, Childeberto I y stanga door, respectivamente. La colección era parte del Departamento de Antigüedades, pero se le dio autonomía en 1871 y organizó una representación más amplia de obras francesas. En 1986, todas las obras posteriores a 1850 se trasladaron al entonces nuevo Musée d'Orsay. El proyecto del Gran Louvre dividió el departamento en dos espacios de exhibición; la colección francesa se exhibe en el ala Richelieu y las obras extranjeras en el ala Denon.
El resumen de la colección de la escultura francesa contiene obras románicas como el Daniel en el foso de los leones del siglo XI y la Virgen de Auvernia del siglo XII. En el siglo XVI, la influencia del Renacimiento hizo que la escultura francesa se volviera más moderada, como se ve en los bajorrelieves de Jean Goujon y el Descenso de la Cruz y la Resurrección de Cristo de Germain Pilon. Los siglos XVII y XVIII están representados por el Busto del cardenal Richelieu de 1640-1 de Gian Lorenzo Bernini, la mujer bañándose y amour menaçant de Étienne Maurice Falconet y los obeliscos de François Anguier. Las obras neoclásicas incluyen Psique reanimada por el beso del amor (1787) de Antonio Canova. Los siglos XVIII y XIX están representados por el escultor francés Alfred Barye.

### Artes decorativas
La colección Objets d'art abarca desde la Edad Media hasta mediados del siglo XIX. El departamento comenzó como un subconjunto del departamento de escultura, basado en la propiedad real y la transferencia de piezas de la Basílica de Saint-Denis, el cementerio de los monarcas franceses. Entre las obras más preciadas de la colección se encuentran los jarrones y bronces de pietra dura. La adquisición de la colección Durand en 1825 agregó "cerámica, esmaltes y vidrieras", y Pierre Révoil entregó 800 piezas. El inicio del romanticismo reavivó el interés por las obras de arte del Renacimiento y la Edad Media, y la donación de Sauvageot amplió el departamento con 1500 obras de fe y de mediana edad. En 1862, la colección Campana incorporó joyas de oro y mayólicas, principalmente de los siglos XV y XVI.
Las obras se exhiben en el primer piso del ala Richelieu y en la Galería Apolo, nombrada por el pintor Charles Le Brun, a quien Luis XIV el Rey Sol le encargó decorar el espacio con un tema solar. La colección medieval contiene la corona de coronación de Luis XIV, el cetro de Carlos V y el jarrón de pórfido del siglo XII. Las posesiones de arte del Renacimiento incluyen Nessus y Deianira de bronce de Giambologna y el tapiz Maximillian's Hunt. De períodos posteriores, los aspectos más destacados incluyen la colección de jarrones Sèvres de Madame de Pompadour y los apartamentos de Napoleón III.

### Pintura
El Louvre alberga varias de las obras maestras del arte universal, que han alcanzado la categoría de icono. Aquí se encuentra la La Gioconda, acaso la pintura más célebre, debida a Leonardo Da Vinci, así como La encajera de Vermeer, la serie de grandes pinturas de La Vida de María de Médicis de Rubens, La coronación de Napoleón de Jacques-Louis David y La Libertad guiando al pueblo de Delacroix.
Además de las citadas obras maestras, podemos encontrar en el Louvre muchas más obras de autores muy conocidos. El fondo de pintura francesa es colosal, con la mayor colección de obras de Poussin y que abarca un panorama desde la Edad Media hasta Ingres y Géricault. Hay que mencionar el Retrato de Luis XIV de Rigaud, Peregrinación a la isla de Citera y Gilles de Watteau, La gran odalisca de Ingres, La balsa de la Medusa de Géricault y La muerte de Sardanápalo de Delacroix.
Sobresale la pintura italiana, con abundantes ejemplos desde Cimabue, Giotto, Fra Angelico (La Coronación de la Virgen), Andrea Mantegna y Paolo Uccello (La Batalla de San Romano) hasta Caravaggio (La muerte de la Virgen), Guido Reni… El repertorio del Renacimiento es singularmente rico, con el conjunto más valioso de Leonardo da Vinci (La Gioconda, La Virgen de las Rocas, San Juan Bautista…) y varias obras de Rafael Sanzio, Tiziano, Andrea del Sarto…
El fondo de los Países Bajos incluye ejemplos de primer orden desde Jan van Eyck (Virgen del canciller Rolin), Rogier van der Weyden y Hans Memling hasta Rubens (51 obras) y Van Dyck. El repertorio neerlandés brilla con quince pinturas de Rembrandt (El buey desollado, Betsabé con la carta de David), Frans Hals (La gitana) y Vermeer, con la famosa Encajera y El astrónomo. En 2015 el Louvre adquirió por 160 millones de euros, a medias con el Rijksmuseum de Ámsterdam, una pareja de retratos de Rembrandt: Maerten Soolmans y su esposa Oopjen Coppit; son los únicos de cuerpo entero y a tamaño natural que pintó el maestro. Entre las contadas muestras alemanas, destacan el Autorretrato con cardo de Durero y un retrato de Erasmo de Róterdam pintado por Holbein, y las salas de pintura española incluyen a El Greco, Zurbarán (Exposición del cuerpo de san Buenaventura), Murillo, José de Ribera (El patizambo), Luis Meléndez (Autorretrato), Goya...

### Impresiones y dibujos
El departamento de estampas y dibujos engloba las obras en papel. Los orígenes de la colección fueron las 8.600 obras de la Colección Real (Cabinet du Roi), que se incrementaron mediante apropiación estatal, compras como las 1200 obras de la colección de Fillipo Baldinucci en 1806 y donaciones. El departamento se inauguró en 1797, con 415 piezas expuestas en la Galerie d'Apollon. La colección está organizada en tres secciones: el principal Cabinet du Roi, 14 000 planchas de impresión de cobre real y las donaciones de Edmond de Rothschild, que incluyen 40.000 grabados, 3.000 dibujos y 5.000 libros ilustrados. Las propiedades se muestran en el Pabellón de Flora; debido a la fragilidad del soporte de papel, solo se muestra una parte a la vez.

## Museos satélites

### Louvre-Lens
El Museo Louvre-Lens (en francés, Musée du Louvre-Lens) es un centro de exposiciones artísticas enclavado a las afueras de la ciudad de Lens (Paso de Calais), en el norte de Francia. Fue concebido como una delegación o subsede del célebre Museo Nacional del Louvre de París, el cual custodia unas 500.000 piezas artísticas de las que muchas no se exponen. Por otro lado, en 2017-2019 se construyó no lejos del nuevo museo, en Liévin, un almacén de gran capacidad, destinado a custodiar amplios fondos del Louvre parisino; su inauguración fue en octubre de 2019. 

### Louvre Abu Dabi
El Louvre Abu Dhabi, es un museo en Abu Dabi, la capital de los Emiratos Árabes Unidos, inaugurado oficialmente el 8 de noviembre de 2017. Es uno de los componentes de un gigantesco distrito cultural erigido en la isla de Saadiyat, junto a otros tres museos y a un centro de entretenimiento.
El 7 de marzo de 2007, el museo del Louvre en París anunció que asociaría su nombre con el de este nuevo museo, como parte de un acuerdo de treinta años entre la ciudad de Abu Dabi y el Gobierno francés. El museo, diseñado por el arquitecto francés Jean Nouvel, tiene una superficie de unos 24 000 m² y el costo de la construcción ha sido estimado entre 83 y 108 millones de euros.